# Alagappapuram
Alagappapuram è una suddivisione dell'India, classificata come town panchayat, di 8.101 abitanti, situata nel distretto di Kanyakumari, nello stato federato del Tamil Nadu. In base al numero di abitanti la città rientra nella classe V (da 5.000 a 9.999 persone).

## Geografia fisica
La città è situata a 08° 09' 19 N e 77° 33' 18 E.

## Società

### Evoluzione demografica
Al censimento del 2001 la popolazione di Alagappapuram assommava a 8.101 persone, delle quali 3.760 maschi e 4.341 femmine. I bambini di età inferiore o uguale ai sei anni assommavano a 791, dei quali 396 maschi e 395 femmine. Infine, coloro che erano in grado di saper almeno leggere e scrivere erano 6.645, dei quali 3.187 maschi e 3.458 femmine.